# Acordulecera sahlbergi
Acordulecera sahlbergi – gatunek błonkówki z rodziny Pergidae.

## Taksonomia
Gatunek ten został opisany w 1925 roku przez Runara Forsiusa pod nazwą Acorduleceros sahlbergi. Jako miejsce typowe podano płd. Brazylię. Holotypem była samica. 

## Zasięg występowania
Ameryka Południowa, znany z Brazylii.